# Graham Clark
Graham Clark (* 10. November 1941 in Littleborough (Greater Manchester) Lancashire, England; † 6. Juli 2023) war ein britischer Opernsänger (Tenor).

## Leben
Clark studierte an der Kirkham Grammar School, am Loughborough College of Education und an der Loughborough University. Nach einigen Berufsjahren als Lehrer begann er seine Sängerlaufbahn 1975 an der Scottish Opera.
Clark wurde hauptsächlich für Partien im Fach des Charaktertenors bekannt: Loge (Das Rheingold), Mime (Siegfried) und der Hauptmann (Wozzeck). Er sang am Royal Opera House Covent Garden, an der English National Opera, beim Glyndebourne Festival, an der Metropolitan Opera New York, der Lyric Opera of Chicago, der Pariser Oper, der Staatsoper Unter den Linden Berlin, der Wiener Staatsoper, bei den Salzburger und von 1981 bis 2004 bei den Bayreuther Festspielen.

## Aufnahmen (Auswahl)
- Richard Wagner: Die Meisteringer von Nürnberg (David), mit Siegfried Jerusalem, Manfred Schenk, Bernd Weikl, Hermann Prey, Graham Clark, Mari Anne Häggander, Marga Schiml, Orchester der Bayreuther Festspiele, Dirigent: Horst Stein, 1984 (DVD)
- Richard Wagner: Das Rheingold (Loge), mit John Tomlinson, Günter von Kannen, Helmut Pampuch, Matthias Hölle, Philipp Kang, Linda Finnie, Eva Johannson, Birgitta Svenden, Orchester der Bayreuther Festspiele, Dirigent: Daniel Barenboim, 1991 (auch DVD)
- Richard Wagner: Siegfried (Mime), mit Siegfried Jerusalem, John Tomlinson, Günter von Kannen, Anne Evans, Orchester der Bayreuther Festspiele, Dirigent: Daniel Barenboim, 1991 (auch DVD)
- Richard Wagner: Der Fliegende Holländer (Steuermann), mit Simon Estes, Matti Salminen, Robert Schunk, Lisbeth Balslev, Anny Schlemm, Orchester der Bayreuther Festspiele, Dirigent: Woldemar Nelson, 1985 (auch DVD)